# Луций Акций
Луций Акций (на латински: Lucius Accius; * 170 пр.н.е., Пезаро, Марке; † 90 пр.н.е.) e римски поет на трагедии.
Произлиза от фамилия на освободени роби. Цицерон пише в Brutus, че е разговарял с него за литература. Луций Акций пише много произведения на тема гръцките легенди. Неговите драми Brutus и Decius са вдъхновени от римската история. Запазени са около 700 фрагментни редове от около 50 негови произведения. Освен това той разработва граматически, литературни и антикварни въпроси по модата на неговото време. Неговият израз Oderint dum metuant („Спокойно ме мразите, докато само се страхувате от мен“) става по-късно мото на Калигула.